# Big City Plan
Big City Plan es un plan de desarrollo importante para el centro de la ciudad de Birmingham, Inglaterra.
Etapa 2 del Plan de Ciudad Grande, el Centro de la Ciudad de Masterplan fue lanzado el 29 de septiembre de 2010 Este plan maestro establece cómo se mejorará el centro de la ciudad de Birmingham en los próximos 20 años. El plan identifica cinco áreas clave del desarrollo potencialmente un valor de 10 millones de libras.
El objetivo de este ambicioso plan será aumentar el tamaño de la base de la ciudad en un 25%, mejorando la conectividad del transporte a lo largo de los siete 'barrios' que forman el centro de la ciudad. Identifica cómo la población centro de la ciudad crecerá proporcionando más de 5.000 nuevas viviendas y 50.000 nuevos puestos de trabajo, así como la remodelación de la estación de la calle Nueva, una nueva Biblioteca de Birmingham y Eastside City Park, el primer parque nuevo centro de la ciudad desde £ 600 millones la época victoriana.También presenta propuestas visionarias en las que cada uno de los siete barrios será capaz de evolucionar.
- Datos: Q4905463